# Romanos 8

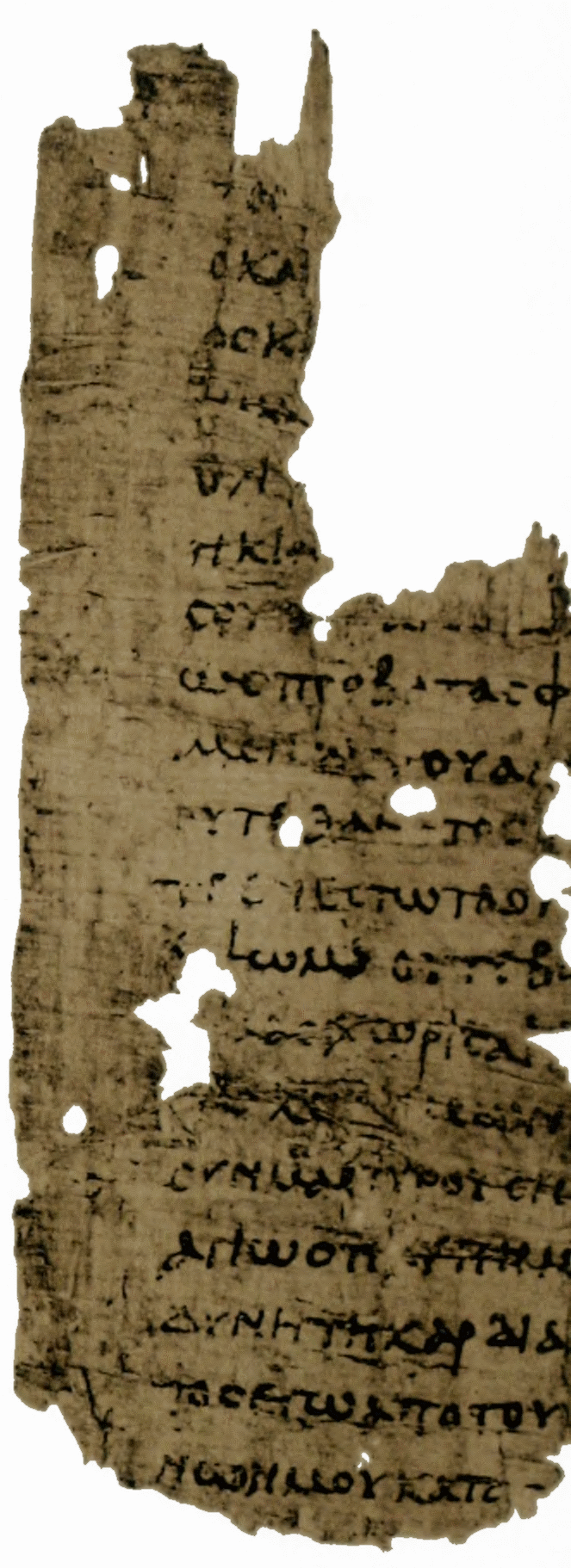
Epístola a los Romanos 8:12–22 en el mayor de los dos fragmentos que forman el Papiro 27 (lado anverso), escrito en el

Romanos 8 es el octavo capítulo de la Epístola a los Romanos del Nuevo Testamento de la Biblia cristiana. Fue escrito por Pablo el Apóstol, mientras se encontraba en Corinto a mediados de los años 50 d. C., con la ayuda de un amanuense (secretario), Tercio, que añadió su propio saludo en Romanos 16:22. El capítulo 8 trata de «la vida espiritual del cristiano».

## Texto
El texto original fue escrito en griego koiné. Este capítulo está dividido en 39 Versículos.

### Testigos textuales
Algunos manuscritos antiguos que contienen el texto de este capítulo son:
- Papiro 27 (siglo III; existen los versículos 12-22, 24-27)[5]
- Codex Vaticanus (325-350)
- Codex Sinaiticus (330-360)
- Codex Alexandrinus (400-440)
- Codex Ephraemi Rescriptus (~450; completo)

### Versículo 35

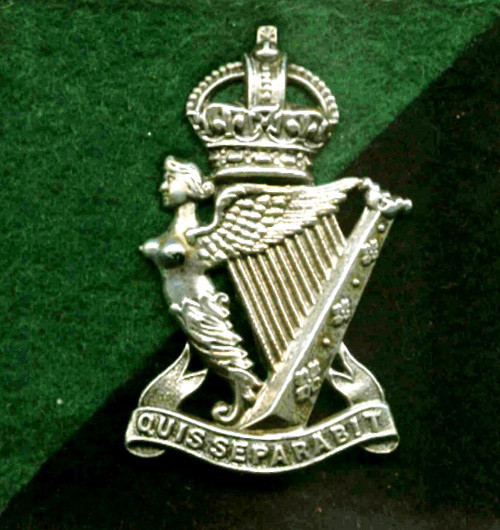
El texto «Quis separabit» de la insignia de la gorra de los Royal Ulster Rifles